# Jaroszlav Vlagyimirovics Ribakov
Jaroszlav Vlagyimirovics Ribakov (oroszul: Ярослав Владимирович Рыбаков; Mahiljov, Belorusz Szovjet Szocialista Köztársaság, 1980. november 22.) világbajnok orosz magasugró.

## Pályafutása
Harmadik lett a pekingi olimpián. A szám döntőjében honfitársa, a végül aranyérmes Andrej Szilnov 2,36-os ugrásától mindössze két centiméterrel maradt alul, és azonos magasságot teljesített az ezüstérmes Germaine Masonnal. Kettejük között a rontott ugrások aránya döntött.
Négy érmet szerzett a szabadtéri világbajnokságokon. 2001-ben, 2005-ben és 2007-ben második, még 2009-ben Berlinben bajnok lett.
Legjobb egyéni eredményét, két méter harmincnyolc centimétert 2005 februárjában, Stockholmban érte el, fedett pályán.

## Egyéni legjobbjai
Szabadtér
- Magasugrás – 2,35

Fedett
- Magasugrás – 2,38